# Caso Lüders

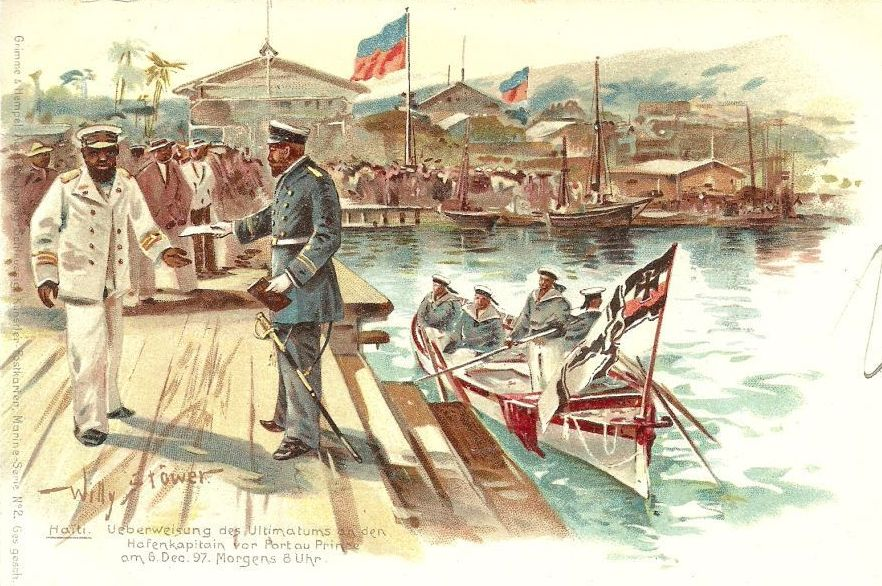
Postal alemana mostrando al Capitán August Carl Thiele entregando el ultimátum alemán el 6 de diciembre de 1897 durante el Caso Lüders.

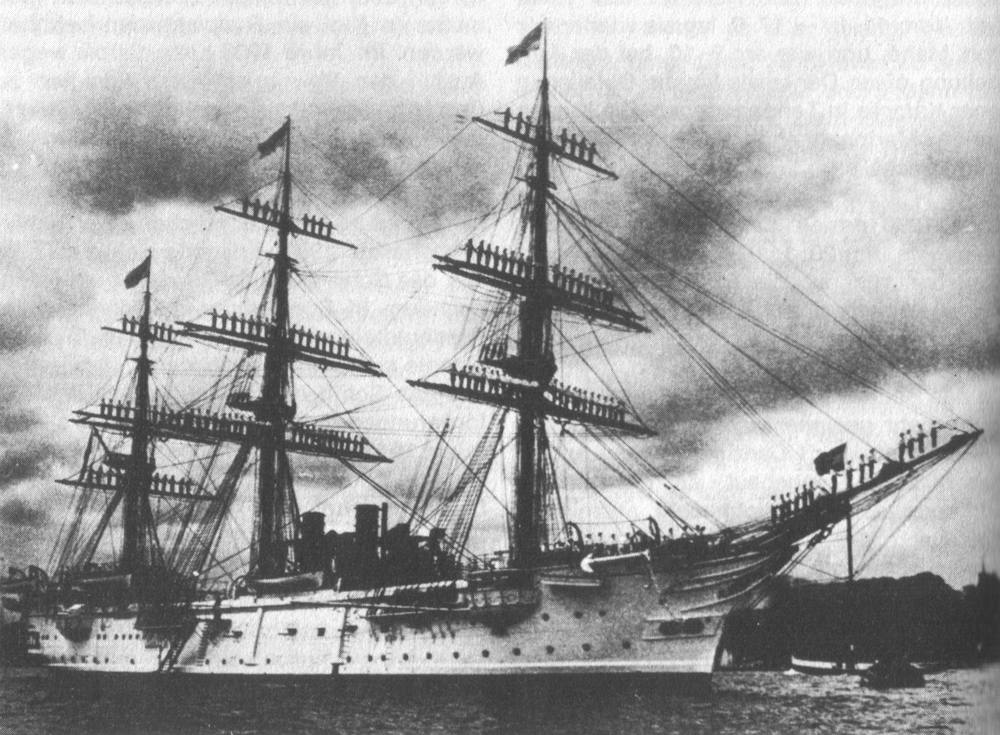
La corbeta alemana SMS Charlotte, con todos sus marineros parados en sus mástiles.

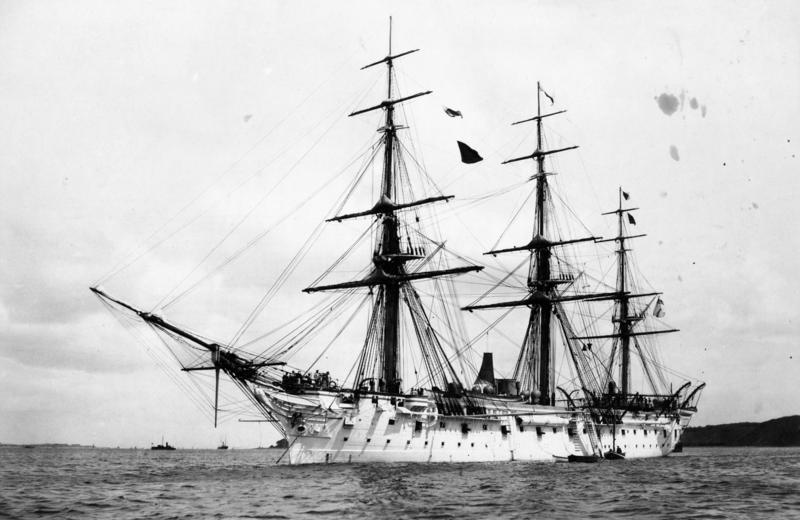
Fotografía del SMS Stein, Imagen cortesía del Archivo Federal de Alemania.

El Caso Lüders, conocido también como  el Incidente Lüders, fue una humillación diplomática realizada por el Gobierno Alemán en contra de la República de Haití en 1897.

## Detalles del Incidente
El 21 de septiembre de 1897,  la Policía Haitiana estaba buscando a un tal Dorléus Présumé, que había sido acusado de robo. La policía lo encontró lavando un carruaje en la entrada del negocio "Écuries Centrales" (Establos Centrales) de Puerto Príncipe, cuyo propietario era Emile Lüders.
Présumé se resistió al arresto, y Lüders,  que escuchó el escándalo, salió a defenderlo.
Ese mismo día, ambos Présumé y Lüders fueron sentenciados por el tribunal policial de Puerto Príncipe a un mes de encarcelamiento por agresión. Présumé y Lüders apelaron esta sentencia al Tribunal Correccional, pero en este tribunal, se le aplicaron cargos adicionales por haber usado la fuerza al resistirse al arresto. La sentencia original fue anulada, y el 14 de octubre fueron sentenciados a un año de encarcelamiento.
Emile Lüders ya había sido sentenciado anteriormente a seis días de encarcelamiento en 1894 por haber agredido físicamente a un soldado haitiano. Los testigos que declararon en contra de Lüders eran de nacionalidad  británica, francesa y alemana. No obstante, el 17 de octubre, el Encargado de Negocios de la Embajada Alemana en Haití, Count Schwerin, exigió la liberación inmediata de Lüders (que nació en Haití, pero su padre era Alemán), y la destitución de los jueces y los policías involucrados en el caso. Gracias a la intervención del representante estadounidense W.F. Powell, El Presidente de Haití, Tirésias Simon Sam perdonó a Lüders. Lüders abandonó el país el 22 de octubre con destino a Alemania.
En diciembre de 1897, dos barcos de guerra alemanes (el SMS Charlotte y el SMS Stein) se aparecieron en el muelle de Puerto Príncipe sin realizar los saludos protocolares. El Capitán August Carl Thiele, Comandante del SMS Charlotte, le dio al gobierno haitiano un ultimátum, cuyas condiciones eran humillantes, tanto en la forma como en el fondo: 
- El Gobierno Haitiano tenía darle a Emile Lüders una compensación de 20.000 dólares.[8]
- La promesa de que Emile Lüders podía regresar a Haití.
- Una carta del Gobierno Haitiano pidiendole disculpas al gobierno alemán.
- Un saludo de 21 cañonazos a la bandera alemana.
- Una recepción para el Encargado de negocios de la Embajada Alemana en Haití.
- 4 horas para decidir[9]
- El Presidente de Haití tenía que levantar una Bandera Blanca en el Palacio Nacional de Haití como muestra de rendición.[10]

Los ciudadanos haitianos estaban preparados para salir a defender su dignidad nacional, pero para su desgracia, el gobierno haitiano cedió a las presiones y aceptó el ultimátum.
El Caso Lüders fue extremadamente vergonzoso para el Presidente Sam; el caso socavó su autoridad en Haití, lo que lo llevó a renunciar en 1902.